# 温麻县
温麻县，中国古县名，是闽东北地区最早的行政建制（一说罗江县），其辖区包括了今天的宁德市蕉城区、福安市、福鼎市、霞浦县、寿宁县、柘荣县、周宁县和福州市的罗源县、连江县及中華民國福建省連江縣，以及闽北、浙南（松溪、政和、苍南）的小部分辖域。温麻县的县治在今霞浦县沙江镇古县村。

## 历史
三国时期，孙吴政权在此地设置温麻船屯，隶属于侯官县，与横屿船屯（今浙江平阳）、番禺船屯（今广东广州）合称为东吴江南三大造船基地，西晋太康三年（282年），温麻船屯改置温麻县，隶属于晋安郡，南陈时改属闽州。隋朝在开皇九年（589年）灭陈后废除，并入原丰县，唐朝武德六年（623年）复置，由于原来的温麻县的行政中心是为造船而设置的，复置后，温麻治所迁移至今连江地区并改名为连江县，但不久北部地区就重新设立县级行政区并改名为长溪县，县治设在今霞浦县西郊:68-70。长溪县则在元朝时期升为福宁州，又于清朝升为福宁府。中华人民共和国成立后，为福安专区，后改为宁德地区，1999年改为地级宁德市。

### 国主

#### 南朝陈溫麻國（568年）
| 溫麻國（568年） |              |    |        |          |              |
| 以始興郡王降封  |              |    |        |          |              |
| 代數            | 封爵         | 謚 | 姓名   | 在位時間 | 備註         |
| 1               | 溫麻縣開國侯 |    | 陳伯茂 | 568年    | 陳文帝第二子 |
| 無子，國除      |              |    |        |          |              |

## 纪念
温麻县被认为是霞浦县和连江县的前身，宋朝时长溪县灵霍乡下就有“温麻里”的行政区划:62-63，近现代连江县修建了“温麻历史文化街区”，霞浦县则在温麻县旧址古县村的西部（原温麻船屯基地）建有温麻文化遗址公园、温麻船屯造船旧址等。

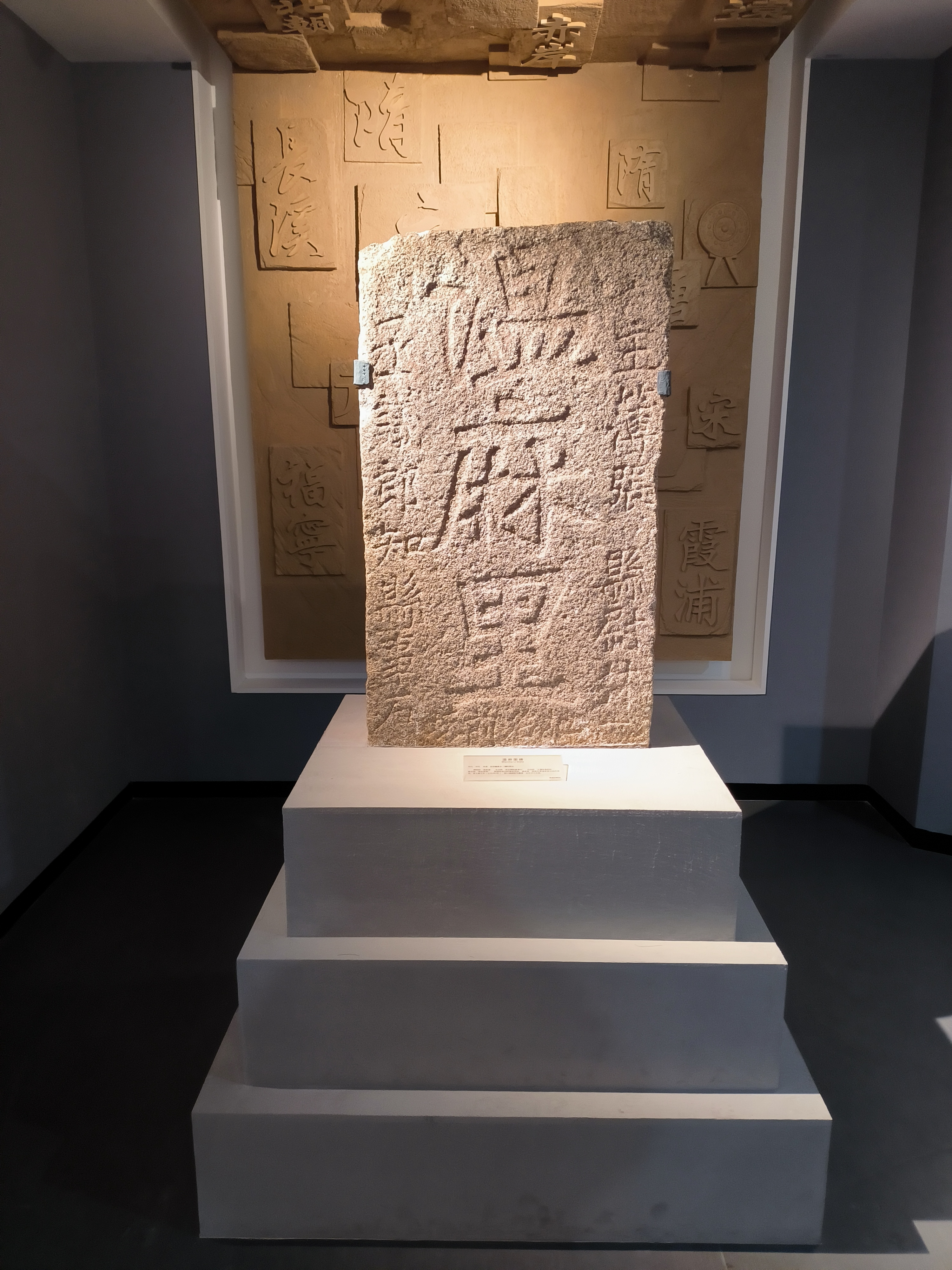
宋代温麻里碑，展于霞浦县博物馆
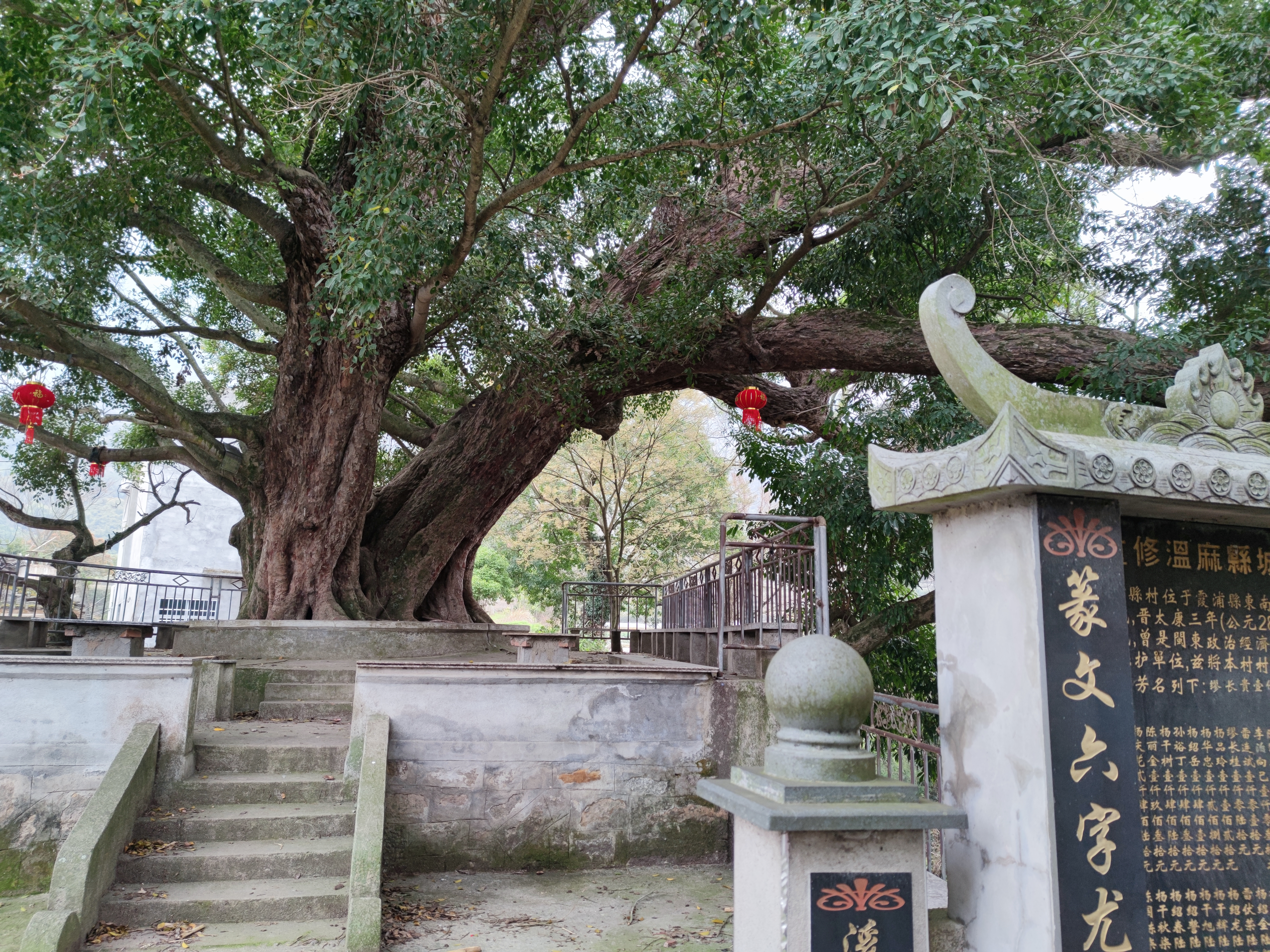
沙江镇古县村温麻文化遗址公园